# District de Toul
Le district de Toul est une ancienne division territoriale française du département de la Meurthe de 1790 à 1795.
Il était composé des cantons de Toul, Allamps, Bicqueley, Blenod, Colombey, Fontenoy, Foug, Jaillon, Lucey et Royaumeix.